# Micrenophrys
Micrenophrys is een monotypisch geslacht van straalvinnige vissen uit de familie van donderpadden (Cottidae). Het geslacht is voor het eerst wetenschappelijk beschreven in 1954 door Andriashev.

## Soort
- Micrenophrys lilljeborgii (Collett, 1875) – Dwergzeedonderpad